# Оглоблин, Прокопий Петрович
Прокопий Петрович Оглоблин (8 июля 1872, Иркутск — 21 августа 1940, Шанхай, Режим Ван Цзинвэя) — генерал-майор, атаман Иркутского казачьего войска, участник Гражданской войны на востоке России, русско-японской, Первой мировой войн и Китайского похода.

## Биография

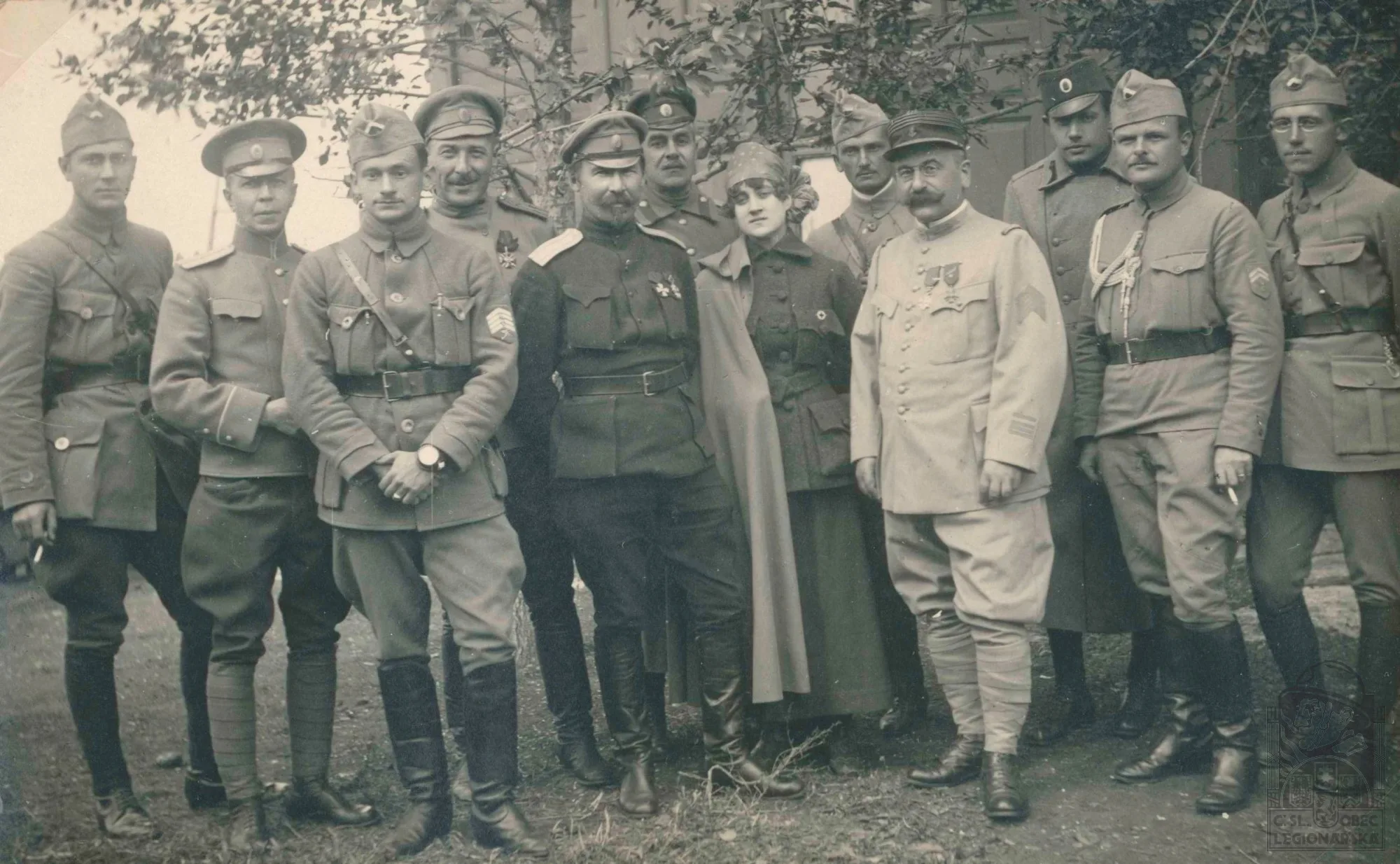
Пятый слева — начальник штаба Особого Маньчжурского отряда П. П. Оглоблин

Родился 8 июля 1872 года в Иркутске, в семье потомственного иркутского казака.
В 1890 году начал военную службу рядовым казаком в Иркутской казачьей сотне. В 1894 году из неё командирован в Иркутское юнкерское училище для получения общего и военного образования. По окончании училища в 1897 году был направлен на службу в чине хорунжего в Забайкальское казачье войско. Принимал участие в интервенции в Китай 1900—1901 годов, в русско-японской войне. С 1901 года — сотник. В 1905 году назначен за отличие подъесаулом. С 1909 года — есаул.
В Первой мировой войне участвовал в составе 1-го Нерчинского казачьего полка, сражавшегося на Восточном фронте. Позже переведён на Персидский фронт. С 1915 года — полковник. Участвовал в Мосульской операции. Первую мировую войну П. Оглоблин закончил после Февральской революции. Возвратился в Иркутск, где был назначен командиром Иркутского казачьего дивизиона, а осенью 1917 года казачьим населением Иркутской губернии избран атаманом новообразованного Иркутского казачьего войска. Активно участвовал в Декабрьских боях 1917 года в Иркутске, проходивших между красногвардейцами и казаками, юнкерами и прапорщиками за установление советской власти на стороне первых. После перехода власти в Иркутске в руки большевиков уехал на Дальний Восток. Здесь он поступает на службу в Особый Маньчжурский отряд Г. М. Семёнова. В нём П. Оглоблин был произведён в чин генерал-майора. После свержения советской власти на Дальнем Востоке, с 8 октября по 19 ноября 1918 года был начальником штаба Пятого Приамурского корпуса. Позже Иркутское казачьего войско вновь утверждает П. Оглоблина на должность войскового атамана. 20 мая 1919 года атаман сделал доклад Верховному правителю А. В. Колчаку о закреплении войскового статуса Иркутского казачьего войска на законодательном уровне. Адмирал достаточно быстро решил вопрос с войсковым статусом иркутских казаков. Уже 10 июня Совет Министров Российского правительства специальным постановлением признал их отдельным казачьим войском. На этом посту П. Оглоблин вступил в конфликт с командующим войсками Иркутского военного округа В. В. Артемьевым за контроль над частями Иркутского казачьего войска, в ходе которого был арестован и состоял под следствием. Конфликт был разрешён А. В. Колчаком в пользу атамана. После антиколчаковского восстания в Иркутске перешёл на сторону Политцентра. Позже поддержал советскую власть. Участвовал в пятом войсковом круге, на котором 14 марта 1920 года был избран делегатом в Москву на Всероссийский казачий съезд. Но поучаствовать в нём П. Оглоблину не удалось: он был арестован ЧК и помещён в омский концлагерь, где провёл полгода, после чего был выпущен как не нанёсший вреда Красной Армии. По воспоминаниям же его дочери, Таисии Прокопьевны, Оглоблин сбежал из концлагеря и зимой появился в Иркутске, откуда ушёл через замёрзший Байкал в Забайкалье.

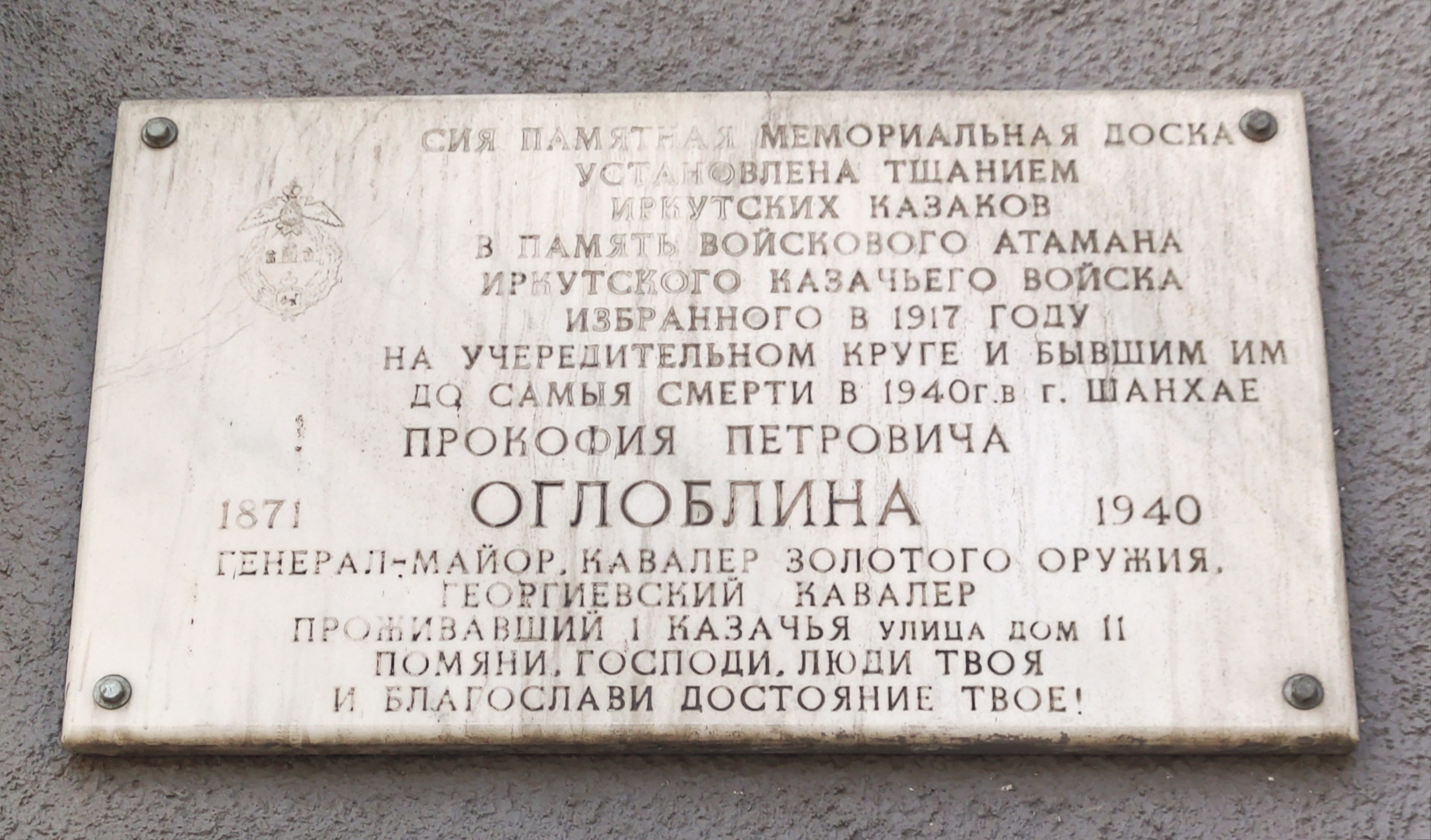
Мемориальная доска в память о П. П. Оглоблине на улице 1-й Красноказачьей в Иркутске

Атаман сумел прорваться в контролируемое белыми Приморье, где летом 1922 года принял участие в Земском соборе. После эвакуации белых армий из Приморья П. Оглоблин оказался в Шанхае. Здесь с 1925 года был одним из основателей и членом правления Казачьего союза, органа, объединявшего проживавших в Шанхае и его пригородах казаков. Скончался 21 августа 1940 года в Шанхае.

## Награды
- Святого Станислава 3-й ст. с мечами и бантом (1901)
- Святой Анны 3-й ст. с мечами и бантом (1902)
- Святой Анны 4-й ст. (1904)
- Святой Анны 2-й ст. с мечами (1906)
- Святого Владимира 4-й ст. с мечами и бантом (1907)
- Святого Георгия 4-й ст. (ВП 06.07.1915)
- Святого Владимира 3-й ст. с мечами (ПАФ 01.04.1917).

## Комментарии
1. ↑  На улице располагались казармы Иркутской казачьей сотни, снесённые в советское время